# Колбасьев, Александр Евгеньевич
Колбасьев Александр Евгеньевич (20 июля 1890, Севастополь, Таврическая губерния — 22 марта 1976, Париж) — морской лётчик, участник Первой мировой и Гражданской войны в России, командир 14-го авиаотряда водного заграждения, начальник воздушного поста «Элло» Кавказского фронта, подпоручик РИА, кавалер ордена Святого Станислава 3-й степени с мечами и бантом, ордена Святой Анны 3-й степени с надписью «За храбрость», поручик в Русской Армии генерала Врангеля, член Союза морских офицеров в Константинополе, член Союза русских лётчиков во Франции.

## Биография
Родился 20 июля 1890 года в Севастополе в дворянской семье. Мать — Лидия Александровна Колбасьева. Отец — Колбасьев Евгений Викторович — капитан 1-го ранга, создатель корабельного и подводного телефонов, способа подводного освещения и телефонной связи с водолазами. Александр окончил Севастопольскую гимназию и поступил в 1912 году на кораблестроительное отделение Санкт-Петербургского политехнического института (ЦГИА СПб, ф. 478, оп. 3, д. 3107). После начала Первой мировой войны студент третьего курса ППИ А. Е. Колбасьев в 1915 году был мобилизован в армию. По личному прошению определён в авиацию. Как имеющий неполное высшее техническое образование в качестве «охотника» (добровольца) направлен на Теоретические авиационные курсы при Петроградском политехническом институте. После окончания курсов унтер-офицер А. Колбасьев с 1 октября 1915 года начал обучение полётам в Школе Морской авиации на Гутуевском острове в Петрограде. С приближением холодов и обледенения Балтики техника и личный состав школы переведены в Баку во вновь созданное отделение Офицерской Школы Морской Авиации. 11 ноября 1915 года авиационный унтер-офицер А. Е. Колбасьев, после сдачи соответствующего экзамена, произведён в прапорщики (Высочайший Приказ № 1514). Звание морского лётчика прапорщик по авиационной части Колбасьев получил 29 июня 1916 года (Циркуляр № 246 Главного Морского Штаба). Оставлен Руководителем по обучению полётам на гидросамолётах в ОШМА. В 1916 году получил звание подпоручика по Адмиралтейской части, переведён в Черноморский Флотский Экипаж начальником стратегически важного воздушного поста «Элло» на Кавказский фронт. Проявил себя в боевых вылетах над акваторией Чёрного моря, награждён двумя боевыми орденами (с мечами и бантом). Служил лётчиком 5-го воздушного дивизиона гидроавиации в Восточной части Чёрного моря, переведён в 1-й корабельный отряд на авиаматку «Император Николай I». (прообраз авианосцев). Назначен командиром 14-го авиаотряда водного заграждения Чёрного моря.
Октябрьский переворот морской лётчик подпоручик А. Колбасьев не принял. Воевал с Красной армией лётчиком 1-го морского авиаотряда, в Армии Врангеля — поручик Колбасьев служил в Севастополе в гидроавиации. Занимался постройкой баржи для создания плавбазы для морской авиации. После эвакуации из Крыма в ноябре 1920 года оказался в Турции в английском лагере Тузла для беженцев. До 1924 года жил с семьей (женой Марией и сыном Игорем) в Константинополе, входил в Союз морских офицеров. В 1925 году перебрался во Францию. Оставшуюся жизнь провёл в Париже. Являлся активным участником Союза русских лётчиков во Франции, входил в приходской совет храма Всех Святых в земле Российской просиявших (Париж, улица Клод Лорен, дом 19). Умер 22 марта 1976 года, похоронен на кладбище Сент-Женевьев-Де-Буа в некрополе Русских лётчиков.
Потомки Александра Евгеньевича Колбасьева живут в Германии под Мюнхеном и носят фамилию Kolbasseff.

## Награды
- орден Святого Станислава 3-й степени с мечами и бантом
- орден Святой Анны 3-й степени с мечами и бантом (За дело 9 и 30 марта и 25 апреля)